# 母親！
《母親！》（英語：Mother!，或記作）是一部2017年美國心理恐怖片，由戴倫·艾洛諾夫斯基執導、監製和編劇。電影主演包括珍妮佛·勞倫斯、哈維爾·巴登、蜜雪兒·菲佛、艾德·哈里斯、多姆納爾·格里森和克莉絲汀·薇格。
該片被第74屆威尼斯影展選為競爭金獅獎的影片之一，並由派拉蒙影業定於2017年9月15日在美國上映。《母親！》獲得了極度兩極的評價，儘管影評人間的評價正面居多，在觀眾間則相當地負面；其中，該片對聖經的諷刺和暴力美學引起的爭議最為明顯。

## 劇情
詩人（哈維·巴登 飾）跟少妻（珍妮佛·勞倫斯 飾）原本安逸生活於寧靜鄉郊，不速之客卻讓他們迎來生活巨變。自陌生夫婦（艾德·哈里斯、米雪兒·菲佛 飾）到訪後，客人源源不絕，接二連三入住大宅。詩人堅持讓他們入住，令妻子相當困惑。隨後他寫了一首詩，得獎成為桂冠詩人，名成利就。於是更多讀者慕名而來，詭異事件一發不可收拾。此時，懷胎的妻子已被恐懼逼到無可退避，夫妻兩人的陰暗面漸漸浮現，妻子的憤怒就此一觸即發⋯⋯

## 演員
- 珍妮佛·勞倫斯[9] 飾 母親
- 哈維爾·巴登[10] 飾 他
- 艾德·哈里斯 飾 男子
- 蜜雪兒·菲佛 飾 女子
- 多姆納爾·格里森 飾 長子
- 布萊恩·格里森（英语：Brian Gleeson (actor)） 飾 弟弟
- 克莉絲汀·薇格 飾 使者
- 賈方·艾德波 飾 斟酒人
- 史蒂芬·麥克哈蒂（英语：Stephen McHattie） 飾 熱心者
- 勞倫斯·勒伯夫 飾 少女

## 製作
2015年10月13日，《綜藝》報導，戴倫·艾洛諾夫斯基打算將根據自己撰寫的未命名電影定於春季開拍，而珍妮佛·勞倫斯有望參演。該項目還未讓任何片商接下製作，但艾洛諾夫斯基可能會與攝政娛樂進行首次性的交易。2016年1月11日，據報導，派拉蒙影業將負責發行電影，而哈維爾·巴登和勞倫斯都已在進行會談。2016年4月，多姆納爾·格里森、蜜雪兒·菲佛、艾德·哈里斯和布萊恩·格里森都已加入演出。
2016年10月11日，約翰·約翰森將為電影的配樂作曲，這也是首部沒有克林特·曼塞爾參與的艾洛諾夫斯基電影。2016年10月27日，透露電影的片名為《Mother!》。2017年3月，透露克莉絲汀·薇格也加入了電影的演出。

## 拍攝
2016年5月25日，據報導，電影有望於6月份在加拿大的蒙特婁開拍。其主要攝影於2016年6月13日開始，並於2016年8月28日正式結束。

## 發行
在美國，《母親！》原定於2017年10月13日上映，但後來被提早至2017年9月15日。
該片被選為在第74屆威尼斯影展上競爭金獅獎的影片之一，並還在2017年9月舉行的2017年多倫多國際影展上放映。

### 家庭媒體
《母親！》於2017年12月5日發行於數位發行，並於2017年12月19日推出藍光和DVD版本。

## 反響

### 評價
《母親！》在影評人和觀眾間的評價相當兩極。爛番茄根據192條評論，新鮮度達69%，平均得分為6.5/ 10。Metacritic得分75，代表「普遍好評」。據CinemaScore的調查，觀眾的評價在A+至F間落於「F」，這會有如此低分大多歸功於其爭議性的敘事手法及誤導性的宣傳所致。

### 票房
在北美，《母親！》與《美國刺客》同天上映並競爭，分析師預估《母親！》於首週末能從2369間戲院中獲得1200萬至1400萬美元的票房。美國首週末票房收入僅750萬美元，位居當週票房排名第三。Deadline.com認為，《母親！》的敘事手法在觀眾間頗具爭議而導致票房不佳。

## 備註
1. ↑  電影海報皆記作「mother!」[5]。

## 外部連結
- 互联网电影数据库（IMDb）上《母親！》的资料（英文）
- 爛番茄上《母親！》的資料（英文）
- Box Office Mojo上《母親！》的資料（英文）
- AllMovie上《母親！》的资料（英文）
- Metacritic上《母親！》的資料（英文）
- 開眼電影網上《母親！》的資料（繁體中文）
- 时光网上《母親！》的資料（简体中文）
- 豆瓣电影上《母親！》的資料 （简体中文）